# ChuChu TV
ChuChu TV (Чучу ТВ) представља колекцију ченајских популарних индијских Јутјуб канала.
Најпопуларнији канал Чучу ТВ-а, „ChuChu TV Nursery Rhymes”, трећи је канал по броју претплатника у Индији — са преко 6,9 милиона претплатника и преко 6,7 милијарди прегледа постављених видеа.
Канал „ChuChu TV Nursery Rhymes” је 14. новембра 2014. године објавио видео Johny Johny Yes Papa and Many More Videos, који је до децембра 2016. сакупио преко 980 милиона прегледа и тако постао трећи најгледанији немузички видео на Јутјубу свих времена.
Остали канали којима управља Чучу ТВ су „ChuChuTV Surprise” (на енглеском), „ChuChuTV Canções Infantis” (на португалском) и „ChuChu TV Canciones Infantiles” (на шпанском).